# Vansoniella chirindensis
Vansoniella chirindensis – gatunek motyli z rodziny pomrowicowatych, jedyny z monotypowego rodzaju Vansoniella.

## Taksonomia
Rodzaj i gatunek typowy opisane zostały po raz pierwszy w 2018 roku przez Wolframa Meya na łamach „Deutsche Entomologische Zeitschrift”. Jako lokalizację typową wskazano las Chirinda na górze Selinda w Zimbabwe. Nazwę rodzajową nadano na cześć George’a van Sona, który odłowił holotyp. Epitet gatunkowy pochodzi od lokalizacji typowej.

## Morfologia
Motyl osiągający 16 mm rozpiętości skrzydeł. Głowa cechuje się kępką lśniących, ciemnobrązowych, włosowatych łusek na ciemieniu, przylegającymi, ku dołowi skierowanymi, żółtymi łuskami na czole, brakiem przyoczek oraz krótkimi głaszczkami wargowymi. Żółtobrązowe, na całej długości podwójnie grzebykowane czułki mają skąpe łuski po stronie grzbietowej i liczne, małe rzęski po stronie brzusznej.
Tułów wraz z tegulami porastają długie, lśniące, ciemnobrązowe łuski. Na skrzydłach rosną rzadkie, drobne, sterczące, brązowe i żółte łuski, co czyni je przejrzystymi. Strzępiny są pomarańczowobrązowe z metalicznym połyskiem. Użyłkowanie skrzydła przedniego odznacza się żyłką R3+4+5 na wspólnym trzonie, brakiem areoli oraz żyłką A1+2 nie tworzącą pętli u nasady. Tylne skrzydło ma umieszczone na krótkich trzonkach żyłki R+M1 i M3+Cu1a. Odnóża mają na stronie grzbietowej kępki długich łusek. Po dwie ostrogi występują na parach środkowej i tylnej. Przednia para nie ma ostróg ani epifiz.
Odwłok ma ciemnobrązowe ubarwienie. Genitalia samca cechują się smukłymi ramionami bocznymi winkulum, dużym i szerokim sakusem, wciętym grzbietowo tegumenem, dziobowatym unkusem, hakowatym gnatosem z drobnymi ząbkami na krawędzi grzbietowej, trójkątną walwą z okrągłym guzkiem koło winkulum, dużą jukstą z nasadowymi apofizami i przeciągniętą w parę palcowatych wyrostków z drobnymi ząbkami na szczytach, rurkowatym i zakrzywionym na szczycie fallusem z wyrostkiem grzbietowym i krótkim kolcem przedwierzchołkowym oraz pozbawioną cierni wezyką.

## Rozprzestrzenienie
Owad afrotropikalny, znany wyłącznie z lokalizacji typowej w Zimbabwe.